# Li Qishi
Li Qishi (Jilin, 16 augustus 1993) is een Chinese langebaanschaatsster. Li trainde aanvankelijk in het Nederlandse team Project 2018 onder leiding van technisch manager Jarno Meijer en hoofdtrainer Johan de Wit. Op 23 november 2014 pakte ze haar eerste wereldbekerzege en nadat bleek dat ze snelle tijden ging rijden, vroeg de Chinese bond haar terug in het nationale team, wat in seizoen 2015/2016 ook gebeurde.

## Persoonlijke records
| Afstand    | Tijd    | Datum            | Baan      |
| ---------- | ------- | ---------------- | --------- |
| 500 meter  | 37,93   | 13 november 2015 | Calgary   |
| 1000 meter | 1.13,27 | 11 december 2021 | Calgary   |
| 1500 meter | 1.54,45 | 15 november 2015 | Calgary   |
| 3000 meter | 4.13,55 | 25 januari 2014  | Inzell    |
| 5000 meter | 7.57,43 | 12 januari 2014  | Tomakomai |

## Resultaten
| Jaar | CK Azië        | WK allround             | WK Sprint                | WK afstanden                                         | Olympische Spelen                        |
| ---- | -------------- | ----------------------- | ------------------------ | ---------------------------------------------------- | ---------------------------------------- |
| 2014 | · (, 7e, , 5e) | NC16 (17e, 17e, 15e, -) |                          |                                                      | 27e 1500m                                |
| 2015 |                |                         | 6e · (11e, 6e, 9e, )     | 16e 500m 5e 1000m                                    |                                          |
| 2016 |                |                         | 13e (15e, 7e, 19e, 10e)  | 21e 500m 11e 1000m                                   |                                          |
|      |                |                         |                          |                                                      |                                          |
| 2018 |                |                         | 13e (17e, 12e, 17e, 14e) |                                                      |                                          |
| 2019 |                |                         | 16e (19e, 11e, 17e, 13e) | 23e 500m 10e 1000m 5e teamsprint                     |                                          |
| 2020 |                |                         | 14e (18e, 10e, 19e, 9e)  | 13e 1000m                                            |                                          |
|      |                |                         |                          |                                                      |                                          |
| 2022 |                |                         |                          |                                                      | 14e 1000m DQ massastart 5e achtervolging |
| 2023 |                |                         |                          | 20e 500m · 17e 1000m · 4e achtervolging · teamsprint |                                          |

(#, #, #, #) = afstandspositie op allroundtoernooi (500m, 3000m, 1500m, 5000m).